# Залигер, Иво
Иво Залигер (нем. Ivo Saliger, род. 1894 г. Кёнигсберг/Вагштедт, ныне Климковице, Чехия — ум. 1987 г., Вена) — австрийский художник и график, профессор живописи.

## Жизнь и творчество
В 1908 году Иво Залигер приезжает в Вену и поступает в местную Академию художеств, где он учится у таких профессоров, как Рудольф Йетмар, Людвиг Михалек и Фердинанд Шмутцер. Затем продолжает обучение в парижской Академии Модерн. В 1920 году художник возвращается в Австрию и занимает пост профессора искусств в венской Академии. В 1920-е — 1930-е годы Залигер в своём творчестве значительное внимание уделяет совершенствованию навыков в изображении мелких, декоративных элементов. Особенно удаются ему тщательная прорисовка мелких деталей общего плана — рук, пальцев, ногтей. Совершенно замечательны графические работы художника — такие, как Юстиция и Врач.
После присоединения Австрии к нацистской Германии И. Залигер, как и многие другие художники этих стран, создаёт картины, воспевающие нацистская Германия, соединяющие героику мифических времён с имиджем национал-социалистского государства (Суд Париса (1939)). Эти полотна художника — яркие, жизнерадостные, простые для понимания — пользовались успехом в Германии 30-х — 40-х годов и постоянно выставлялись на Большой Германской художественной выставке, проходившей в Мюнхене в 1937—1944 годах.
После окончания Второй мировой войны И.Залигер вновь получил возможность для свободного творчества. В этот период особенно интересна созданная им крупноформатная графика.

## Галерея
- Работы Иво Залигера